# Château du Bois Glaume
Le château de Bois-Glaume est un château français de la fin du XVIIe siècle situé en Bretagne, dans la commune de Poligné, en Ille-et-Vilaine, à 29 kilomètres de Rennes. Il remplace un ancien château médiéval. Le château de Bois-Glaume est inscrit au titre des monuments historiques depuis 1972 .

## Le château
Le domaine, appartenant autrefois à Guillaume, seigneur de Poligné, était une ancienne châtellenie exerçant un droit de haute justice en Bretagne. Le château d'origine était un bâtiment médiéval, remanié à la renaissance. Ses bases ont servi à l'édification du bâtiment actuel. Celui-ci est entouré d'un grand parc, planté principalement de chênes centenaires, et d'un étang. À l'entrée siège un grand pigeonnier, fabriqué en torchis ainsi qu'une boulangerie banale. La chapelle aussi inscrite aux monuments historiques, a été édifiée au début du XVIIIe siècle. Elle présente un retable de marbre remarquable.
Le château est resté à l'abandon durant près d'un siècle avant d'être racheté par une famille qui en assure la restauration et l'entretien, il y est proposé des organisations d'évènements.

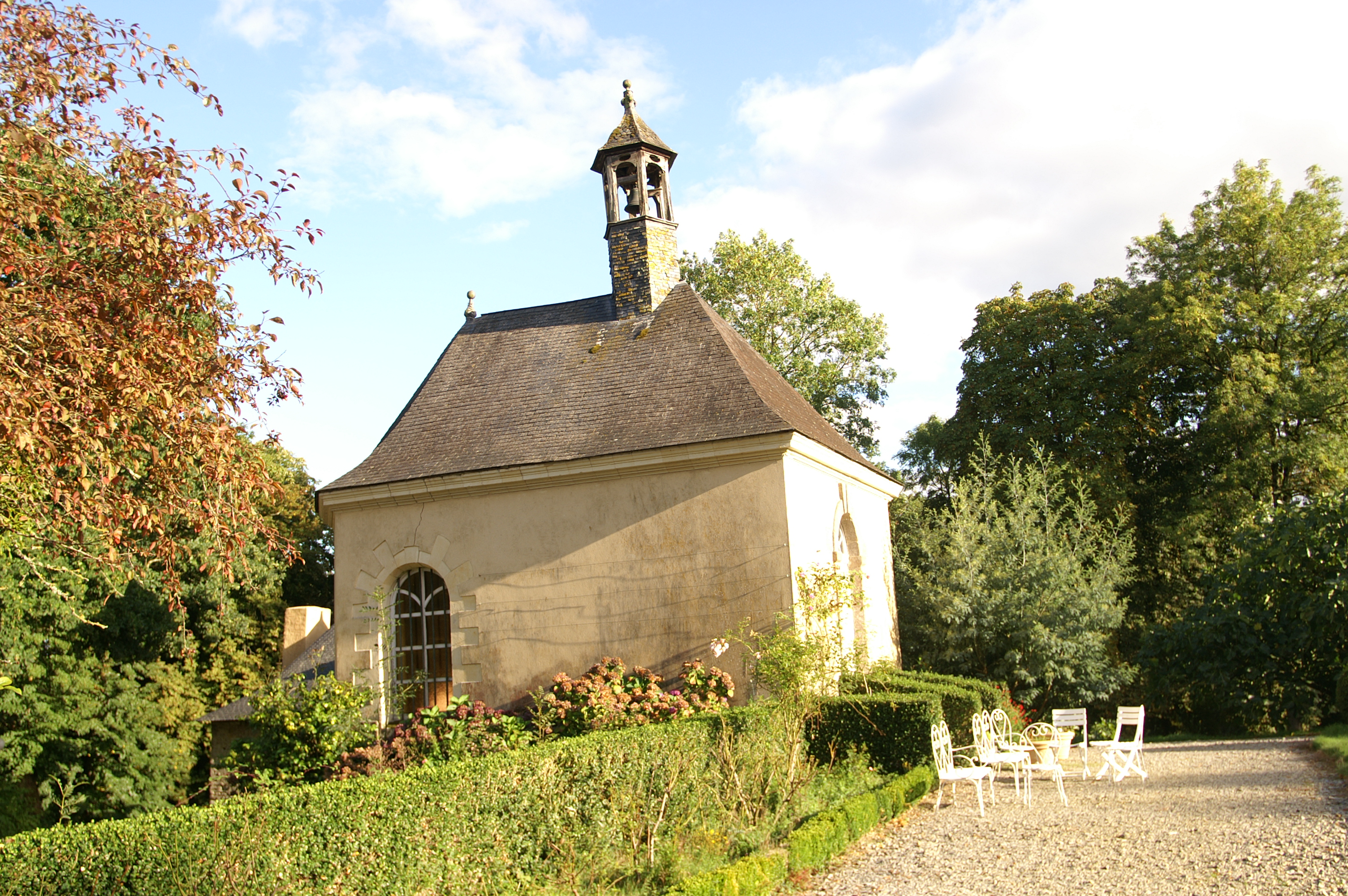
Chapelle du château.
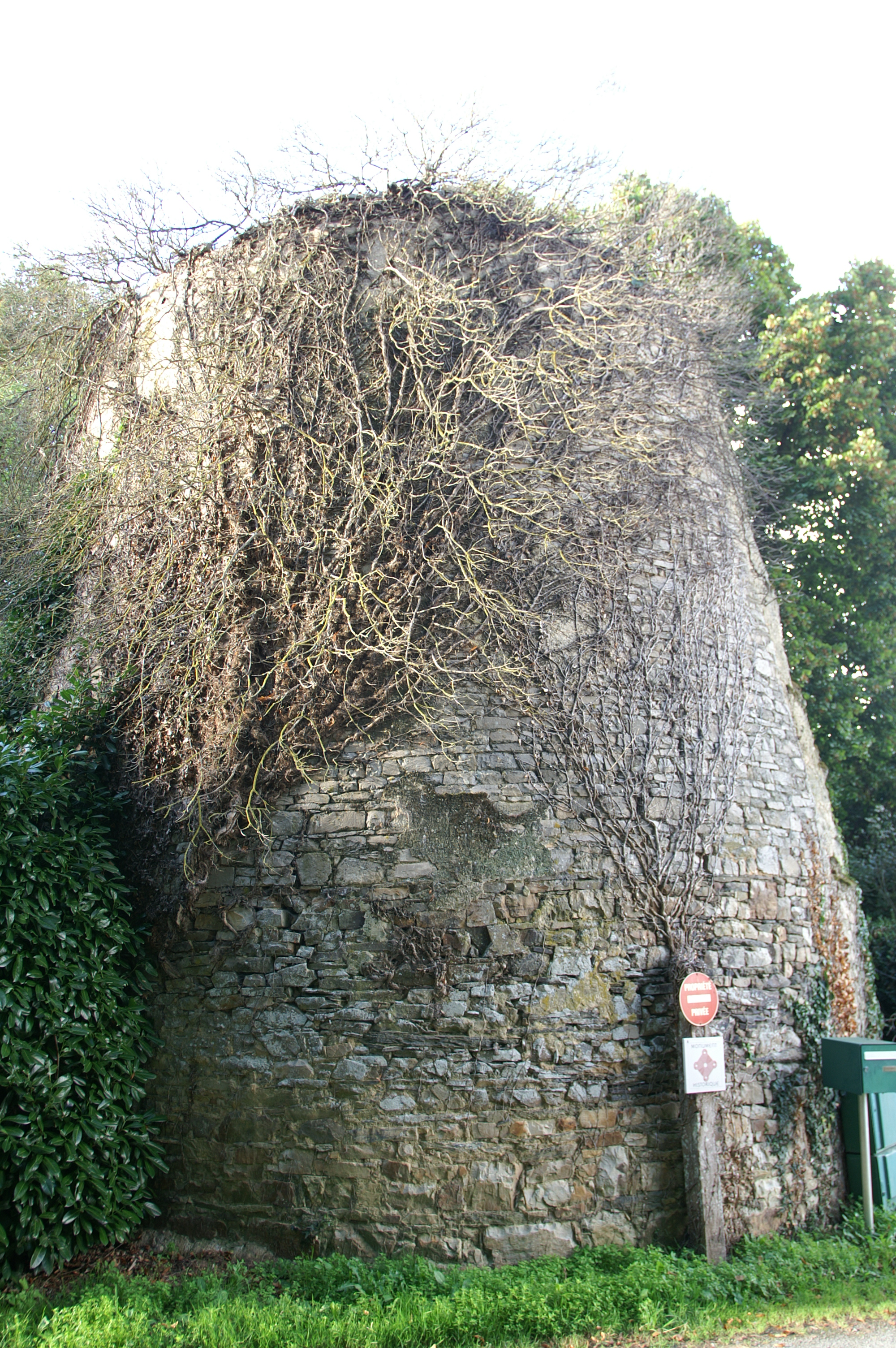
Entrée.
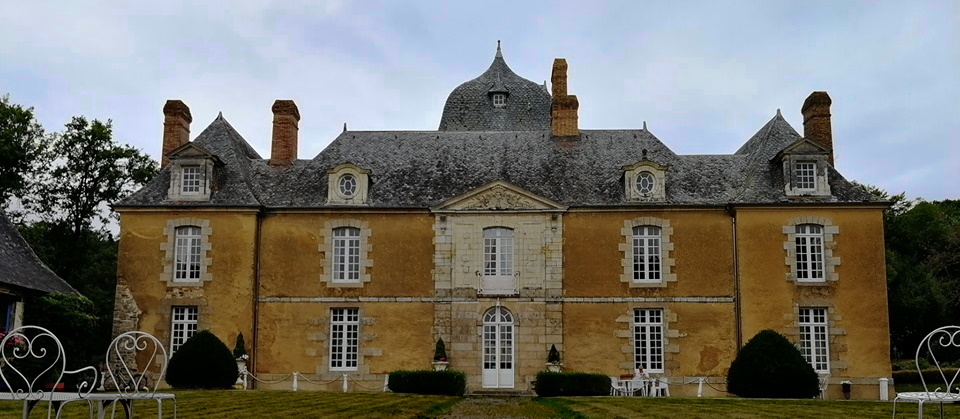
Façade.
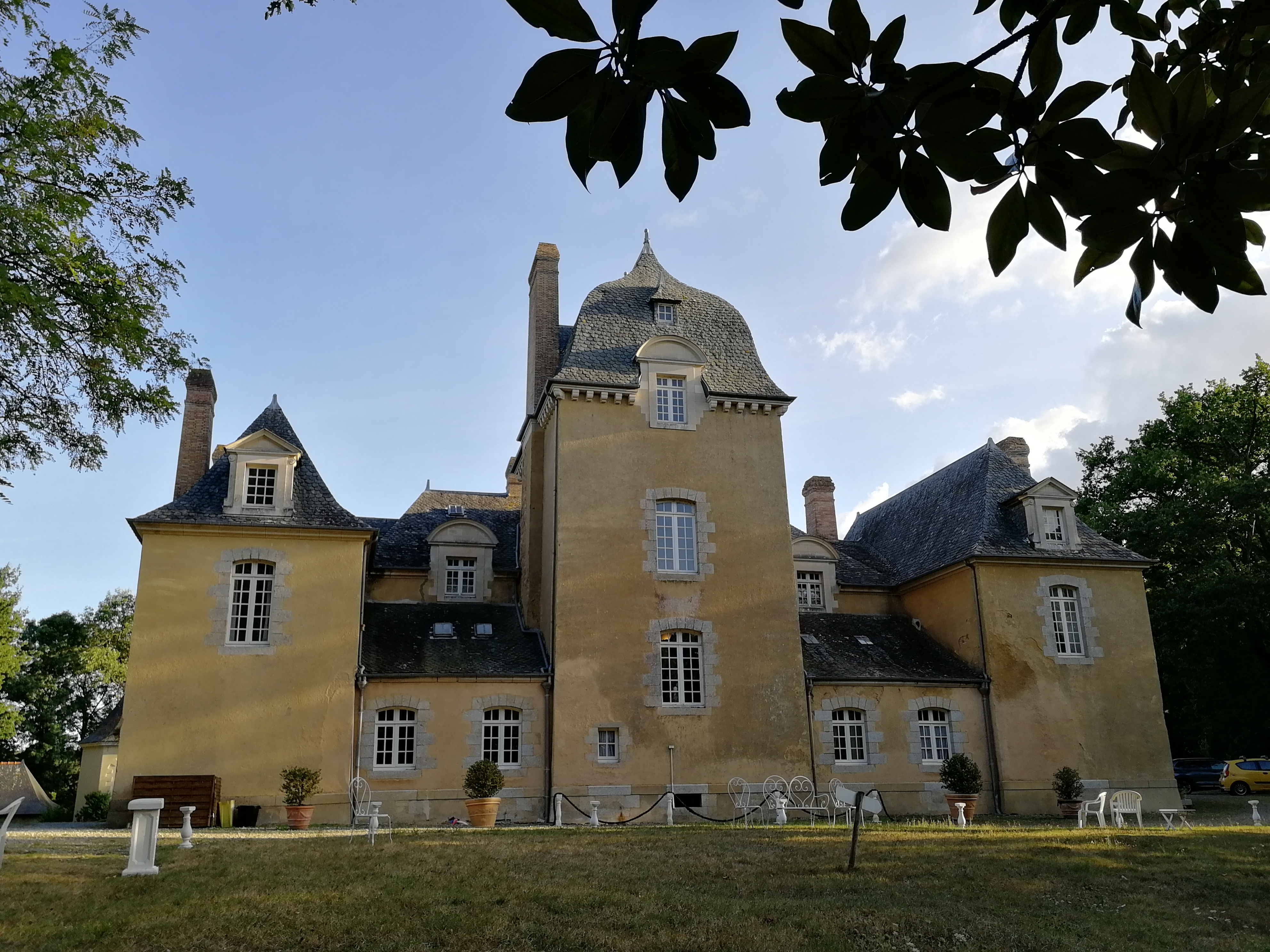
Arrière.
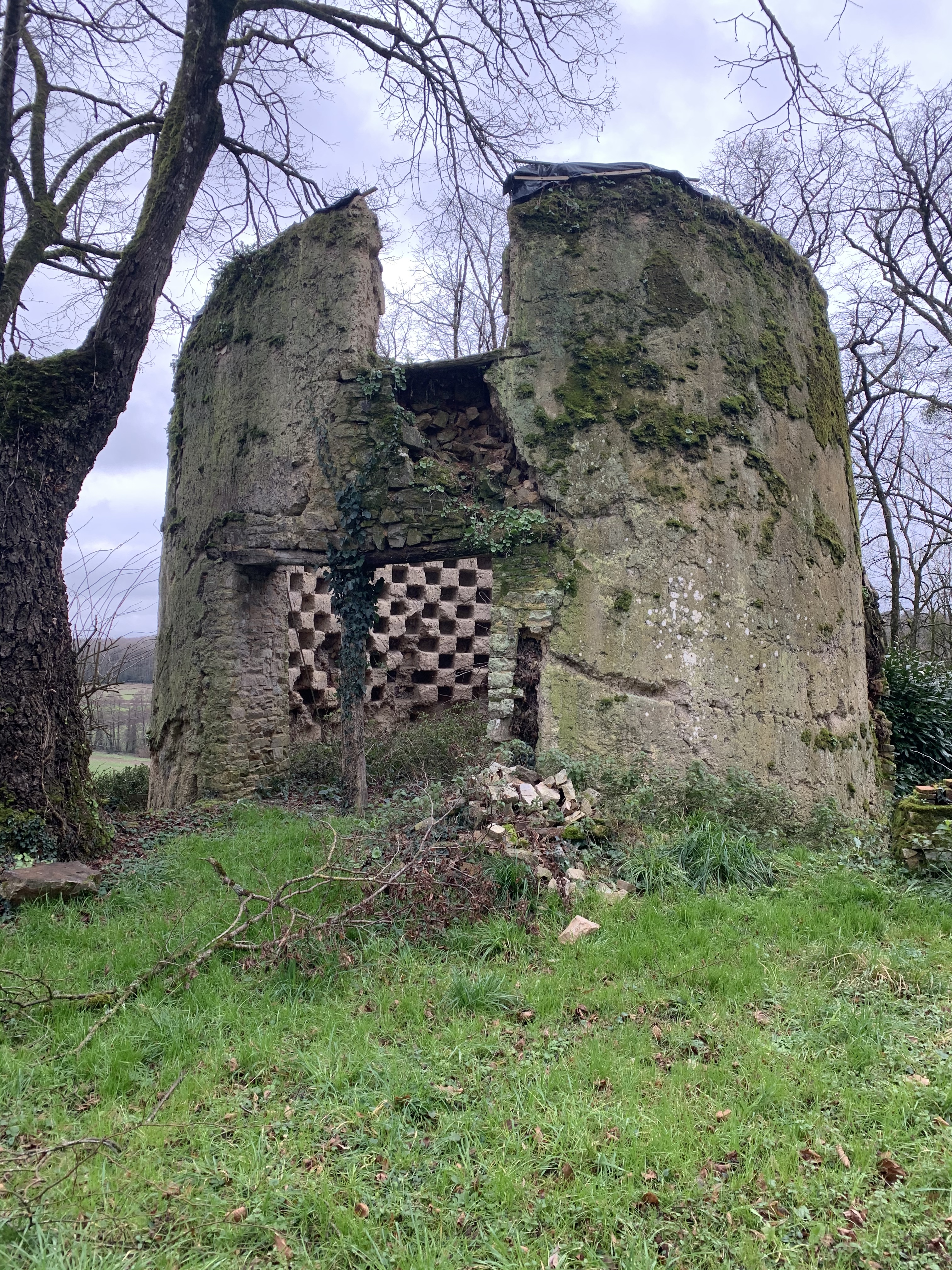
Le pigeonnier du Château du Bois Glaume.
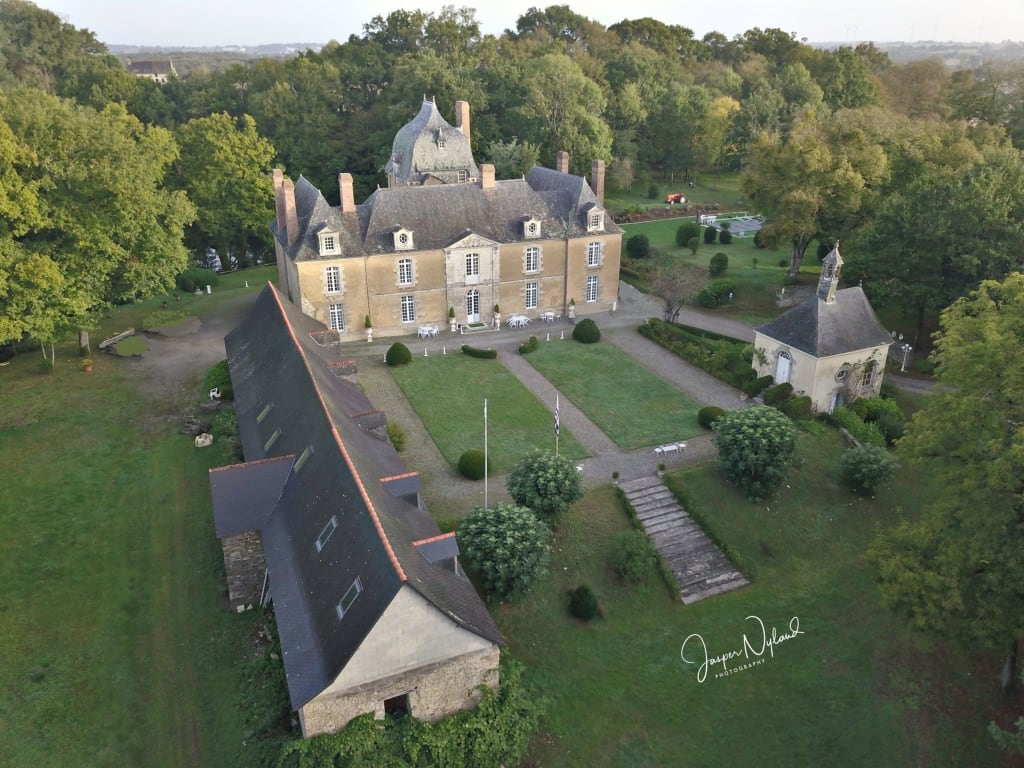
Vue d'ensemble Château du Bois Glaume.
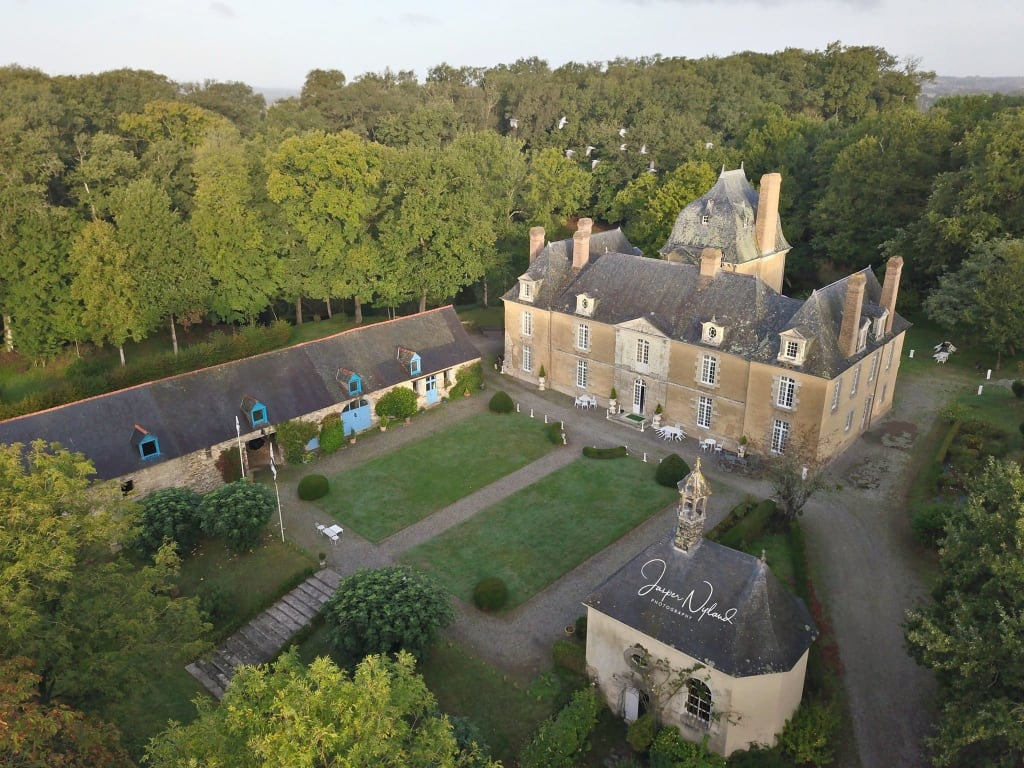
Vue d'ensemble du Château du Bois Glaume.
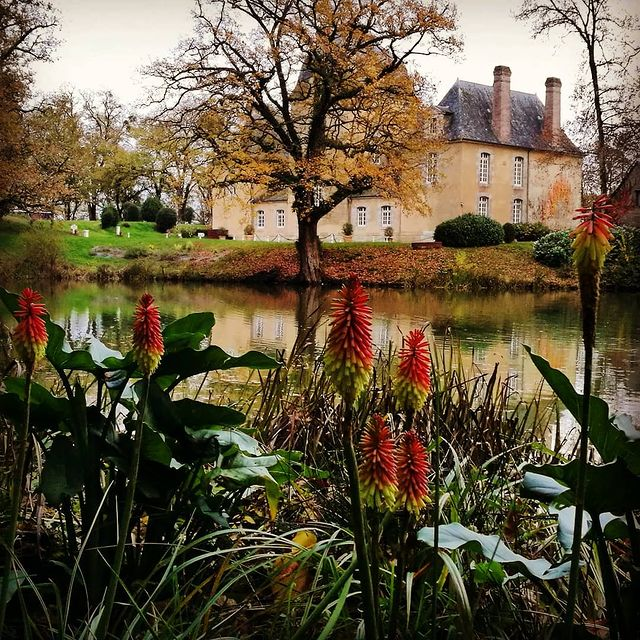
Vue façade nord du Château du Bois Glaume.